# FCI Wereldkampioenschap dog dancing
Het FCI Wereldkampioenschap dog dancing is een FCI-evenement in het dog dancing.

## Palmares

### HTM
| Jaar | Locatie | Danser            | Hond                   | Land       | Totaal ptn. |
| ---- | ------- | ----------------- | ---------------------- | ---------- | ----------- |
| 2016 | Moskou  | Polina Ilina      | Liniya Gracii Ilim Yan | Rusland    | 55,600      |
| 2017 | Leipzig | Anja Christiansen | Fæhunden's Queeny Las  | Denemarken | 81,31       |

### Freestyle
| jaar | Locatie | Danser       | Hond                                       | Land        | Totaal ptn. |
| ---- | ------- | ------------ | ------------------------------------------ | ----------- | ----------- |
| 2016 | Moskou  | Yvonne Belin | Jewel del Mulino Prudenza Brains 'n Beauty | Zwitserland | 54,167      |
| 2017 | Leipzig | Elke Boxoen  | Luna Tales Jessy                           | België      | 85,83       |